# Янін Валентин Лаврентійович
Валентин Лаврентійович Янін (6 лютого 1929, Вятка — 2 лютого 2020, Москва) — радянський і російський історик, археолог, дійсний член Російської академії наук (1990), доктор історичних наук (1963), професор (1964), член Комісії з особливо цінних об'єктів культури при Президентові РФ, голова музейної ради при Російському фонді культури, член консультативної ради при Міністерстві культури РФ, член Державної комісії з реституції культурних цінностей, голова спеціалізованої ради по археології і етнографії, член спеціалізованої вченої ради Інституту археології РАН, науковий керівник Новгородської філії Інституту історії РАН.